# 프리마 도나스
《프리마 도나스》(타갈로그어: Prima Donnas)는 2019년 방영된 필리핀의 드라마이다. 필리핀에서 방영됨.